# Takahashi Yutaka
Yutaka Takahashi (高橋 泰, sinh ngày 29 tháng 9 năm 1980) là một cầu thủ bóng đá người Nhật Bản.

## Sự nghiệp câu lạc bộ
Yutaka Takahashi đã từng chơi cho Sanfrecce Hiroshima, Omiya Ardija, JEF United Chiba, Roasso Kumamoto, Avispa Fukuoka, Ehime FC và Kamatamare Sanuki.